# ويليام تيبر
ويليام تيبر (بالإنجليزية: William Tepper)‏ هو منتج أفلام وكاتب سيناريو وممثل أمريكي، ولد في 1948 بذا برونكس في الولايات المتحدة، وتوفي في 4 أكتوبر 2017.

## وصلات خارجية
- ويليام تيبر على موقع IMDb (الإنجليزية)
- ويليام تيبر على موقع روتن توميتوز (الإنجليزية)
- ويليام تيبر على موقع ألو سيني (الفرنسية)
- ويليام تيبر على موقع أول موفي (الإنجليزية)
- ويليام تيبر على موقع قاعدة بيانات الأفلام السويدية (السويدية)
- ويليام تيبر على موقع قاعدة بيانات الفيلم (الإنجليزية)
- ويليام تيبر على موقع كينوبويسك (الروسية)